# Club General Belgrano
El Club General Belgrano es un club social y deportivo argentino de la ciudad de Santa Rosa, La Pampa. Fue el primer club de la ciudad en fundarse, hecho que ocurrió el 28 de abril de 1919, por lo que el 28 de abril de 2019 arribó a su centenario. Es uno de los clubes más importantes de la ciudad de Santa Rosa.
Su principal actividad es el fútbol; aunque además del fútbol, la institución también tiene integrantes con participaciones destacadas en cesto 
  ; básquet  y BMX. 

Precisamente, en materia futbolística, participó del desaparecido Torneo Argentino A, Tercera categoría del fútbol argentino para clubes indirectamente afiliados. En esa división se mantuvo durante 6 temporadas, desde la creación del torneo (en la temporada 1995-96) hasta la temporada 2000-01 cuando cayó en la serie promoción frente a Estudiantes de Río Cuarto  y descendió al Torneo Argentino B. Su mejor desempeño en el torneo, lo obtuvo en la temporada 1999-00 cuando clasificó al hexagonal final y compitió por un ascenso a la Primera B Nacional.
Tras el descenso en 2001, participó del Torneo Argentino B 2001-02. Tuvo luego una larga ausencia de los torneos regionales de seis años, y volvió a ellos para disputar el Torneo del Interior 2008 participación que repitió en los años 2011, 2013 y 2014. Precisamente ese año se coronó campeón del Torneo del Interior, de forma invicta, con ello obtuvo el ascenso nuevamente al Torneo Argentino B, el que no llegó a disputar por ser invitado -ante una nueva reestructuración del fútbol- a disputar el nuevo Torneo Federal A 2014.   En consecuencia participó desde el año 2014 en el Torneo Federal A, que reemplazó al Torneo Argentino A como la tercera categoría del fútbol argentino, para clubes del interior; categoría en la que se mantuvo durante tres temporadas hasta un nuevo descenso.
Participó de la Copa Argentina 2014/15 donde venció en primera instancia a Ferro de General Pico por 1 a 0 y quedó eliminado en la segunda etapa al caer por penales frente a Juventud Unida de San Luis.
Actualmente si bien no participa de torneos nacionales, se encuentra afiliado a la Liga Cultural de Fútbol, en la que logró 9 campeonatos oficiales, lo que lo constituye en el tercer equipo con más títulos de esa Liga, luego de All Boys (el cual es su clásico rival) y de Atlético Santa Rosa. Pero en estas últimas décadas ha tomado fuerte rivalidad con Deportivo Mac allister

## Historia
El Club General Belgrano nació el 28 de abril de 1919, concretándose una idea que había surgido entre maestras y alumnos de la Escuela Primaria N.º 4, de la ciudad de Santa Rosa, La Pampa. 

De una reunión de personal docente y alumnal, surge el nombre de Club Defensores de Belgrano, el cual iba a ser para la Escuela y fue denegado porque otro establecimiento escolar ya llevaba esa denominación.

En un primer momento fue un club interno de fútbol, pero al poco tiempo pasó a verse engrosado por otras actividades (niños jardineros, deportes, mesa de lectura, etc.).

En el año 1921, ya sólido en sus bases, el club decidió independizarse de la escuela. Los alumnos de ayer se transformaron en integrantes del nuevo club, conservando y haciendo gala a los valores aprendidos en la escuela.

La institución pasó de llamarse Club Defensores de Belgrano a Club Manuel Belgrano, luego Belgrano F.B.C. y, por último y definitivo, Club General Belgrano.

Asimismo fue variando los colores identificatorios. Estos fueron, primeramente, negro y amarillo, y se mostraban en las camisetas de fútbol (a rayas verticales), donadas por la primera presidenta de la Comisión, Laurentina Salanueva de Saavedra. Luego se cambiaron al rojo y negro y, en 1926, pasó a identificarse con los colores que hoy son su símbolo: blanco, rojo y negro.

## Instalaciones
El terreno donde se encuentra ubicado el club, fue adquirido en 1929. Se ubica en el barrio de Villa Alonso, en la manzana delimitada por la Avenida Belgrano y las calles Paldino, Larrea y Tucumán. El predio originalmente se utilizó como campo de deportes.

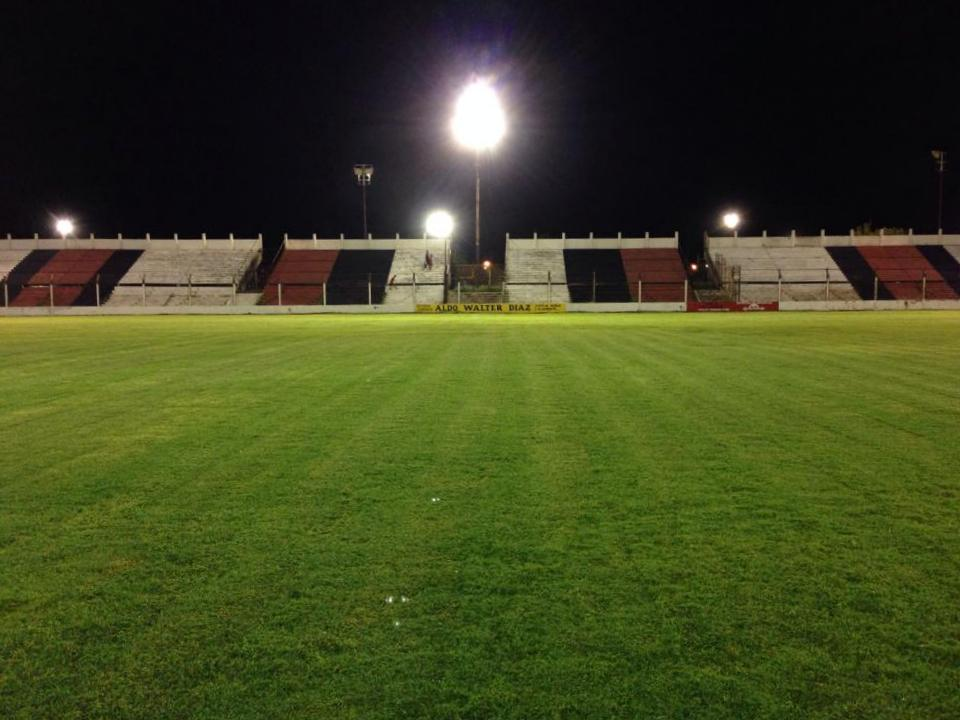
"Nuevo Rancho Grande"
Estadio del Club General Belgrano

Al año siguiente, se concretó el sueño de todos los allegados a la institución de tener un gran estadio: el "Rancho Grande" que con el correr de los años y las reformas llevadas a cabo fue rebautizado Nuevo Rancho Grande, año en el que obtuvo su primer campeonato de la Liga Cultural de Fútbol.

Por ese entonces el club mantenía separada su sede social de su estadio. La sede fue mudándose y ocupó diversos lugares de la ciudad; la última sede antes de la unificación, se ubicó en Avenida San Martín y 25 de mayo, decidiéndose en una asamblea de 1960 tras largas discusiones la unificación y traslado de la sede social al predio dónde se encontraba el estadio. Con ello trasladó todas sus actividades a dicho lugar.
Allí funciona la sede social y administrativa y se encuentra la confitería Bufet (Belgrano R). El lugar cuenta además, con una cancha auxiliar de fútbol, cancha de fútbol reducido, pista de BMX, pileta de natación y gimnasio con cancha de básquet y SUM donde se practican diferentes disciplinas, y un moderno gimnasio con aparatos de última generación que utilizan para entrenar los planteles de Primera División.

Actualmente, el estadio , tiene capacidad aproximadamente para 7.000 personas.

## Uniforme
Más allá de que pueden darse varias combinaciones, y el ancho de las rayas ha ido variando con los años, las vestimentas oficiales son:
- Uniforme titular: Camiseta tricolor a rayas verticales rojas blancas y negras; pantalón blanco y medias rojas.
- Uniforme alternativo: Camiseta negra con una banda diagonal roja y blanca, pantalón negro y medias del mismo color.

## Participación en torneos de AFA
A mediados de 1995, y previo a la temporada 1995-96 del fútbol, la AFA decidió reorganizar los torneos de ascenso.

Renombró el principal torneo de ascenso hasta ese entonces Torneo Nacional B, por el de Primera B Nacional  y creó el Torneo Argentino, en sus categorías A y B.

El Torneo Argentino A, fue creado para reemplazar al Torneo del Interior, que era un torneo promocional, (es decir lo jugaban los equipos clasificados de las ligar provinciales por un cupo de ascensos al Nacional B, pero si no ascendían, debían volver a clasificar dentro de sus ligas para año siguiente, sin tener continuidad en el torneo) con la intención de que los equipos del interior tengan un torneo regular y permanente, estructurado con ascensos y descensos por un lado con el Nacional B, y por otro con el Torneo Argentino B que tomó el lugar del desaparecido Torneo del Interior como campeonato promocional.

En ese contexto la Liga Cultural fue invitada a participar con uno de sus equipos. Quien aceptó la invitación fue Belgrano, quien estableció una sociedad con Atlético Santa Rosa y así participaron del Torneo Argentino A 1995-96

### Torneo Argentino A 1995-96
En la primera etapa, integró la Zona Sur junto a: Villa Mitre de Bahía Blanca, Cipoletti de Cipolletti, Germinal de Rawson (Chubut), Olimpo de Bahía Blanca, Deportivo Patagones de Carmen de Patagones, Deportivo Roca de General Roca y CAI de Comodoro Rivadavia. Ocupó la posición N° 7 (solo por delante de CAI) con lo que quedó relegado a jugar, en la segunda etapa del torneo, por la permanencia.

En esa etapa integró el Grupo C, junto a: Deportivo Roca, CAI, Deportivo Patagones, Aldosivi de Mar del Plata, Cultural Argentino de General Pico y Grupo Universitario de Tandil; (habiendo desistido de participar Estación Quequén). Allí salvó la categoría al quedar ubicado en la tercera posición.

### Torneo Argentino A 1996-97
Durante la primera etapa del torneo, integró la Zona Sur  junto a: Deportivo Patagones
de Carmen de Patagones, Cultural Argentino de General Pico, Villa Mitre de Bahía Blanca, Germinal de Rawson y CAI de Comodoro Rivadavia; ocupó la segunda posición y clasificó a la etapa campeonato.

En la segunda etapa del torneo integró el Grupo A, junto a: Villa Mitre, Cultural Argentino, Deportivo Patagones, Almirante Brown de Arrecifes, Ferrocarril
de Concordia,  Patronato de Paraná y Grupo Universitario de Tandil; finalizó anteúltimo y conservó la categoría.

### Torneo Argentino A 1997-98
Durante la primera fase, integró el Grupo 1 junto a: Villa Mitre de Bahía Blanca, Patronato de Paraná, Gimnasia y Esgrima de Concepción del Uruguay, Ben Hur de Rafaela, Ferrocarril de Concordia, Cultural Argentino de General Pico y Deportivo Patagones de Carmen de Patagones. Ocupó el quinto puesto en la tabla de posiciones, con lo que no clasificó a la etapa campeonato, pero tampoco quedó relegado a la permanencia, sino que finalizó su intervención en el campeonato manteniendo la categoría.

### Torneo Argentino A 1998-99
Integró el Grupo 2, junto a: Independiente Rivadavia de Mendoza, Villa Mitre de Bahía Blanca, Huracán de San Rafael, Juventud Alianza de Santa Lucía, Cultural Argentino de General Pico y San Martín de Monte Comán. Finalizó en la sexta colocación, con lo que no clasificó para la etapa campeonato, pero tampoco debió disputar la permanencia, sino que finalizó su participación en el torneo manteniendo la categoría.

### Torneo Argentino A 1999-00
Integró el Grupo A junto a: General Paz Juniors
de Córdoba, Huracán
de Tres Arroyos, Huracán de San Rafael, Juventud Alianza de Santa Lucía, Cultural Argentino de General Pico, CAI de Comodoro Rivadavia, Estudiantes de Río Cuarto. Con una campaña de cinco triunfos, cinco empates y cuatro derrotas, finalizó tercero en su grupo y clasificó al hexagonal final junto a General Paz Juniors y Huracán (Tres Arroyos).

En el minitorneo final, además de los clasificados de su grupo, jugó frente a Ben Hur de Rafaela, 13 de junio de Pirané y Douglas Haig de Pergamino. Con solamente un triunfo y dos empates, más siete derrotas, terminó en la última posición.

Sin perjuicio de ello había firmado su mejor desempeño en su historial en el torneo.

### Torneo Argentino A 2000-01
Fue el año de la despedida del Argentino A. Integró el grupo inicial junto a:  Huracán
de Tres Arroyos, Juventud Alianza de Santa Lucía, Cultural Argentino de General Pico, Luján de Cuyo de  Luján de Cuyo, CAI de Comodoro Rivadavia, Huracán de San Rafael, Aldosivi de Mar del Plata, Liniers  de Bahía Blanca. Ocupó la anteúltima posición del grupo y si bien evitó el descenso directo, quedó condenado a jugar la promoción con uno de los subcampeones del Torneo Argentino B 2000-01.

El rival que enfrentó en la promoción fue Estudiantes de Río Cuarto  contra quien ganó 1 a 0 de local, pero cayó por 1 a 3 de visitante, perdiendo la categoría y diciéndole adiós al torneo (del que fue uno de los equipos fundadores) tras seis años ininterrumpidos de participación.

## Torneo Argentino B 2001-2002
Tras el descenso a mediados de 2001, en la temporada siguiente debió participar del Torneo Argentino B, compartió el grupo inicial, con todos rivales del ámbito provincial: su rival de siempre  All Boys,  Ferro y Villa Mengelle de Jacinto Arauz; no tuvo problemas para adjudicarse el grupo y clasificar a la Fase Nacional del torneo.

En la Primera Etapa de la Fase Nacional integró el Grupo F junto a Liniers y Bella Vista ambos de Bahía Blanca y Alvarado (Mar del Plata); con siete puntos ocupó la tercera posición del grupo y quedó eliminado, despidiéndose así de los torneos argentinos.

## Torneo del Interior
Luego de una larga ausencia de torneos nacionales, de carácter regional, volvió a participar en el 2008; participación que repitió en los años 2011, 2013 y 2014.

### Campeón Torneo del Interior 2014

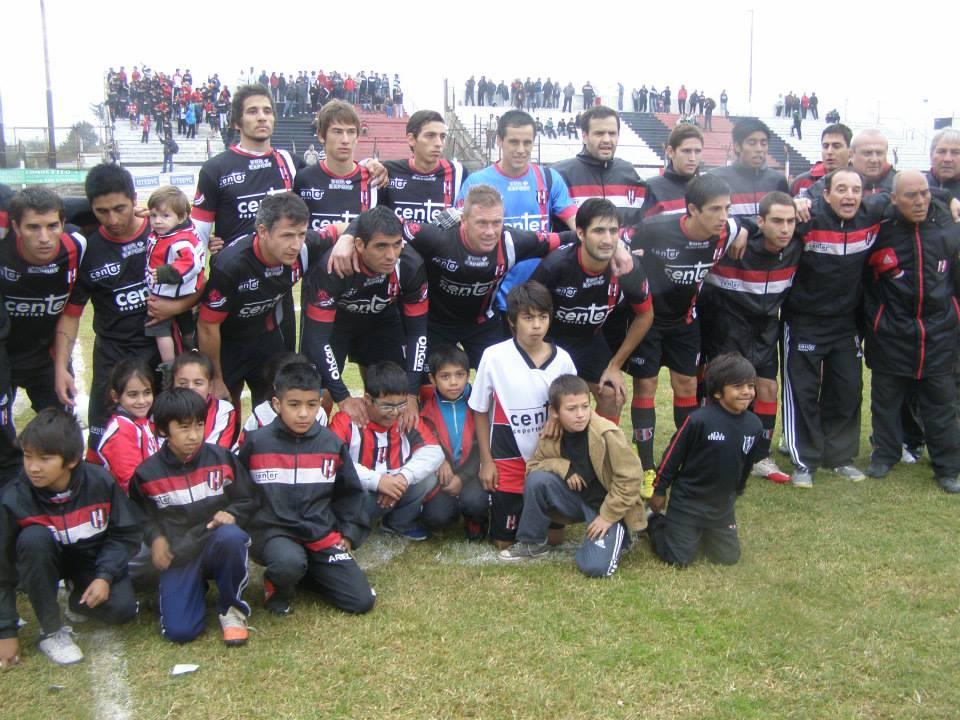
Equipo campeón TdI 2014

En el año 2014 se coronó campeón invicto de su región en el torneo del interior —siendo el tercer equipo de la provincia en obtener ese logro (luego de que lo hicieran Atlético Santa Rosa en 1983 y Ferro Carril Oeste de General Pico en 1984)—, lo que le permitió el ascenso al Torneo Argentino B.

Compartió el grupo inicial (el 12) con Atlético Trenque Lauquen de Trenque Lauquen, Barrio Norte de América y Atlético Pellegrini de Pellegrini. Se adjudicó el grupo con comodidad, tras ganar los 6 partidos sin dificultades, y clasificó a la siguiente etapa. 

Luego en cuartos de final eliminó a Club Atlético Río Colorado (0 a 0 de local y 4 a 0 de visitante); en semifinales a Deportivo Sierra Colorada con dos goleadas (4 a 1 de visitante y 7 a 0 de local) y en la final a Independiente de San Antonio Oeste (1 a 0 de visitante y 3 a 1 de local).

El campeonato lo consiguió el día anterior al de su aniversario 95 ; con ello (como se dijo) obtuvo el ascenso nuevamente al Torneo Argentino B   . Aunque luego, por la reestructuración de los torneos de fútbol para equipos del interior, no disputó ese campeonato, sino que fue invitado por la Asociación del Fútbol Argentino a disputar el nuevo Torneo Federal A 2014.

La siguiente es la tabla de posiciones de su grupo y la llave final del Torneo del Interior 2014.

| Tabla Posiciones Grupo 12            |    |    |    |    |    |    |     |     |
| Equipo                               | PJ | PG | PE | PP | GF | GC | Dif | Pts |
| General Belgrano (Santa Rosa) (Clas) | 6  | 6  | 0  | 0  | 17 | 4  | 13  | 18  |
| Atlético Trenque Lauquen (Clas)      | 6  | 3  | 0  | 3  | 8  | 13 | -5  | 9   |
| Atlético Pellegrini                  | 6  | 2  | 1  | 3  | 13 | 10 | 3   | 7   |
| Barrio Norte                         | 6  | 0  | 1  | 5  | 7  | 18 | -11 | 1   |

| (Clas) | Clasificados a la etapa eliminatoria. |

|  | Cuartos de final                     | Cuartos de final                     | Cuartos de final          | Cuartos de final          |   |                  | Semifinales       | Semifinales       | Semifinales       | Semifinales       |  |                  | Final            | Final           | Final           | Final           |  |
|  | 16 y 23/03/2014                      | 16 y 23/03/2014                      | 16 y 23/03/2014           | 16 y 23/03/2014           |   |                  | 31/03 y 7/04/2014 | 31/03 y 7/04/2014 | 31/03 y 7/04/2014 | 31/03 y 7/04/2014 |  |                  | 21 y 28/04/2014  | 21 y 28/04/2014 | 21 y 28/04/2014 | 21 y 28/04/2014 |  |
|  |                                      |                                      |                           |                           |   |                  |                   |                   |                   |                   |  |                  |                  |                 |                 |                 |  |
|  |                                      |                                      |                           |                           |   |                  |                   |                   |                   |                   |  |                  |                  |                 |                 |                 |  |
|  | General Belgrano                     | General Belgrano                     | 0                         | 4                         |   |                  |                   |                   |                   |                   |  |                  |                  |                 |                 |                 |  |
|  | General Belgrano                     | General Belgrano                     | 0                         | 4                         |   |                  |                   |                   |                   |                   |  |                  |                  |                 |                 |                 |  |
|  | Atlético Río Colorado                | Atlético Río Colorado                | 0                         | 0                         |   |                  |                   |                   |                   |                   |  |                  |                  |                 |                 |                 |  |
|  | Atlético Río Colorado                | Atlético Río Colorado                | 0                         | 0                         |   | General Belgrano | General Belgrano  | 4                 | 7                 |                   |  |                  |                  |                 |                 |                 |  |
|  |                                      |                                      |                           |                           |   | General Belgrano | General Belgrano  | 4                 | 7                 |                   |  |                  |                  |                 |                 |                 |  |
|  |                                      |                                      | Deportivo Sierra Colorada | Deportivo Sierra Colorada | 1 | 0                |                   |                   |                   |                   |  |                  |                  |                 |                 |                 |  |
|  | La Adela                             | La Adela                             | Deportivo Sierra Colorada | Deportivo Sierra Colorada | 1 | 0                | 1                 | 2                 |                   |                   |  |                  |                  |                 |                 |                 |  |
|  | La Adela                             | La Adela                             |                           |                           |   |                  |                   |                   |                   |                   |  |                  |                  |                 |                 |                 |  |
|  | Deportivo Sierra Colorada            | Deportivo Sierra Colorada            | 2                         | 2                         |   |                  |                   |                   |                   |                   |  |                  |                  |                 |                 |                 |  |
|  | Deportivo Sierra Colorada            | Deportivo Sierra Colorada            | 2                         | 2                         |   |                  |                   |                   |                   |                   |  | General Belgrano | General Belgrano | 1               | 3               |                 |  |
|  |                                      |                                      |                           |                           |   |                  |                   |                   |                   |                   |  | General Belgrano | General Belgrano | 1               | 3               |                 |  |
|  |                                      |                                      | Independiente             | Independiente             | 0 | 1                |                   |                   |                   |                   |  |                  |                  |                 |                 |                 |  |
|  | Independiente (San Antonio Oeste)    | Independiente (San Antonio Oeste)    | Independiente             | Independiente             | 0 | 1                | 1                 | 5                 |                   |                   |  |                  |                  |                 |                 |                 |  |
|  | Independiente (San Antonio Oeste)    | Independiente (San Antonio Oeste)    |                           |                           |   |                  |                   |                   |                   |                   |  |                  |                  |                 |                 |                 |  |
|  | Deportivo Villa Unión (Choele Choel) | Deportivo Villa Unión (Choele Choel) | 1                         | 1                         |   |                  |                   |                   |                   |                   |  |                  |                  |                 |                 |                 |  |
|  | Deportivo Villa Unión (Choele Choel) | Deportivo Villa Unión (Choele Choel) | 1                         | 1                         |   | Independiente    | Independiente     | 0                 | 1 (4)             |                   |  |                  |                  |                 |                 |                 |  |
|  |                                      |                                      |                           |                           |   | Independiente    | Independiente     | 0                 | 1 (4)             |                   |  |                  |                  |                 |                 |                 |  |
|  |                                      |                                      | Talleres                  | Talleres                  | 0 | 1 (2)            |                   |                   |                   |                   |  |                  |                  |                 |                 |                 |  |
|  | Sportsman (Choele Choel)             | Sportsman (Choele Choel)             | Talleres                  | Talleres                  | 0 | 1 (2)            | 1                 | 1                 |                   |                   |  |                  |                  |                 |                 |                 |  |
|  | Sportsman (Choele Choel)             | Sportsman (Choele Choel)             |                           |                           |   |                  |                   |                   |                   |                   |  |                  |                  |                 |                 |                 |  |
|  | Talleres (San Antonio Oeste)         | Talleres (San Antonio Oeste)         | 3                         | 2                         |   |                  |                   |                   |                   |                   |  |                  |                  |                 |                 |                 |  |
|  | Talleres (San Antonio Oeste)         | Talleres (San Antonio Oeste)         | 3                         | 2                         |   |                  |                   |                   |                   |                   |  |                  |                  |                 |                 |                 |  |
|  |                                      |                                      |                           |                           |   |                  |                   |                   |                   |                   |  |                  |                  |                 |                 |                 |  |

## Regreso al fútbol grande del interior
La obtención del Torneo del Interior 2014, y una nueva reestructuración, le posibilitó ser invitado  al nuevo torneo que se creó en reemplazo del Argentino A, el Torneo Federal A, ya que, según estipuló la AFA, se invitaría a dos equipos por provincia siempre que no hubiera ninguno en alguna categoría superior.

### Torneo Federal 2014
Integró el grupo 1, junto a: Independiente de Neuquén, Cipolletti de Cipolletti, Guillermo Brown de Puerto Madryn, Alianza de Cutral Có, Deportivo Roca de General Roca, Deportivo Madryn de Puerto Madryn y Comisión de Actividades Infantiles de Comodoro Rivadavia; finalizó en la séptima posición y quedó eliminado, aunque logró mantener la categoría.

### Torneo Federal 2015
Integró el grupo 1 con: Alvarado (Mar del Plata), Independiente (Neuquén), Cipolletti (Cipolletti), Ferro (General Pico), Alianza (Cutral Có), Deportivo Roca (General Roca), Deportivo Madryn (Puerto Madryn), Tiro Federal (Bahía Blanca), y Comisión de Actividades Infantiles (Comodoro Rivadavia). Ocupó la octava posición y no clasificó a la siguiente etapa, por lo que debió disputar la reválida.

En esa etapa enfrentó a: Alvarado, CAI, Deportivo Madryn, Ferro de Pico, Independiente (Neuquén), Alianza de Cutral Có, (rivales en su grupo originario),  Sportivo Las Parejas (Las Parejas), 9 de Julio (Morteros), Independiente (Chivilcoy), Deportivo Maipú (Maipú), Gutiérrez (General Gutiérrez), Tiro Federal (Rosario). Finalizó en la octava posición y, si bien no le alcanzó para clasificar a los playoffs, le fue suficiente para mantener la categoría.

### Torneo Federal A 2016
Integró el Grupo C con: Defensores de Belgrano (Villa Ramallo), Alvarado (Mar del Plata), Ferro (General Pico) y  Tiro Federal (Bahía Blanca). Terminó en la cuarta posición, con lo que quedó eliminado aunque logró mantener la categoría.

### Torneo Federal A 2016-2017
En la etapa inicial, integró el Grupo 2, con: Defensores de Belgrano (Villa Ramallo), Alvarado (Mar del Plata), Ferro (General Pico), Agropecuario (Carlos Casares)  y  Rivadavia
(Lincoln); finalizó en la sexta colocación (último) lo que determinó que quede eliminado y deba afrontar la zona permanencia.

La Zona Permanencia la disputó con:  Rivadavia (Lincoln), Ferro (Pico) (con quienes compartió el grupo inicial), Deportivo Maipú (Maipú), Independiente (Neuquén),  Deportivo Roca (General Roca); finalizó en la quinta colocación (anteúltimo) pero el coeficiente de puntos obtenido a lo largo del torneo sumando las dos etapas jugadas, no le permitió evitar el descenso.

## Torneo Federal B 2017-2018
Integró el Grupo B de la Región Pampeana Sur, junto a: su clásico rival All Boys (Santa Rosa); Tiro Federal, Liniers, Bella Vista todos de (Bahía Blanca); Embajadores, Ferro Carril Sud y Racing Athletic Club todos de (Olavarría); Huracán (Ingeniero White) y Deportivo Villalonga (Villalonga). Finalizó último en el grupo, lo que determinó un nuevo descenso y la despedida del fútbol grande del interior del país.

## Copa Argentina 2014-15
Debutó en el torneo el 22 de octubre de 2014 frente Ferro Carril Oeste de General Pico a quien venció por 1 a 0 con gol de Mauricio Germi a los 28' PT .

En la siguiente etapa enfrentó a Juventud Unida de San Luis con quien, tras comenzar ganando con gol Lucas Del Río a los 25 del ST, empató 1 a 1 (gol de Emanuel Reinoso ST 45') para caer luego en la definición por penales por 4 a 3 , quedando de esa forma eliminado del torneo.

## Campeonatos en la Liga Cultural de Fútbol
En el año 1929 fue uno de los fundadores de la Liga Cultural de Fútbol, y en 1930 se coronó como segundo campeón oficial de la historia liguera; en 1932 repitió el título oficial.

El 24 de noviembre de 1936 se fusionó con el resto de los clubes tradicionales de la ciudad: All Boys, Atlético Santa Rosa y Estudiantes para formar el B.A.S.E. Club . Sin embargo, la experiencia fue breve y volvieron a separarse al cabo de cuatro años..

Tardaría luego 21 años en repetir el campeonato, coronándose campeón en 1953.

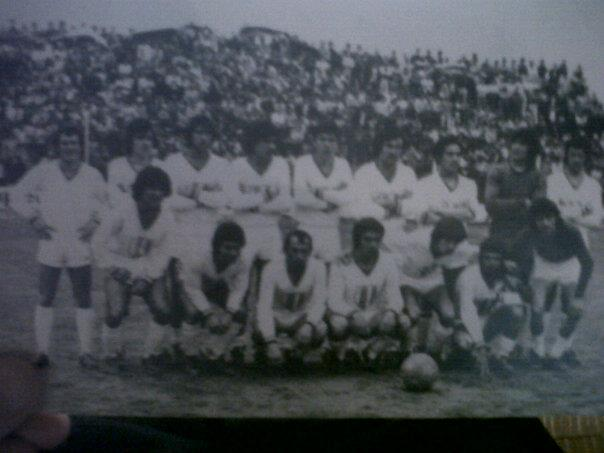
Equipo campeón de la LCF 1978

La sequía a partir de allí fue aún mayor pues tardó 25 años en volver a salir campeón; ese título fue en 1978, oportunidad en la que interrumpió una seguidilla de once campeonatos consecutivos ganados por All Boys (su clásico rival).

El título obtenido en 1978 le permitió participar en el Torneo Regional 1979 -que otorgó plazas para el Campeonato Nacional de Primera División de ese año- pero fue eliminado por Independiente de Neuquén .

Nuevamente tendría una larga espera para obtener un título oficial de liga, el que logró 19 años después en 1997.

Ese año luego de ganar de manera invicta el Torneo Clausura de la Zona Norte, accedió al Torneo Mayor organizado por la Liga Cultural. Allí integró el Grupo B el se que adjudicó, clasificando a semifinales de liga. En esa instancia eliminó a Pampero de Guatraché tras empatar 0 a 0 de visitante y golear 6 a 2 de local, lo que le permitió acceder a la final.
En la final derrotó a Villa Mengelle de Jacinto Arauz (que llegó a esa instancia tras vencer a su clásico rival Independiente) por 1 a 0 de visitante para luego empatar 0 a 0 de local.

Al año siguiente obtuvo el primer bicampeonato de su historia al coronarse campeón del Torneo Apertura 1998 de la Liga Cultural, mientras que no participó del Torneo Clausura de la liga, debido a su intervención en el Torneo Argentino A 1998-99.

Volvió a repetir el título liguero en el año 2002, en una tarde lluviosa  y nada menos que frente a su clásico rival All Boys, y para hacer más grande la hazaña, el campeonato lo logró en condición de visitante.

El siguiente campeonato de liga lo consiguió en el año 2008.

El último torneo oficial lo ganó en el año 2009. Tras ser el ganador de la Zona Norte, clasificó junto al segundo (All Boys) a las semifinales de liga. 

En esa instancia enfrentó a Independiente de Jacinto Arauz, Subcampeón del Sur. El partido de ida se jugó el 19 de julio y Belgrano le ganó de visitante a Independiente por un contundente 4 a 0 . La revancha se jugó el 26 de julio y Belgrano, que jugó de local, volvió a ganar; en esa ocasión por 3 a 0  y accedió a la final de liga. 

En la final, al igual que en 2002, se vio las caras con All Boys, y al igual que ese año le volvió a ganar y nuevamente de visitante. El primer partido, jugado en la cancha de Belgrano, el 9 de agosto, fue empate 1-1 . La revancha jugada en la cancha de All Boys se jugó el 16  de agosto, y fue triunfo tricolor por 2-0 ; de ese modo el club repitió el título conseguido en el año 2008, y obtuvo el segundo bicampeonato de su historia (luego de los torneos de 1997 y 1998).

## Participación en el Torneo Provincial de Fútbol
Disputó las ediciones 1992, 1999, 2000, 2001, 2002, 2003, 2007, 2008, 2009, 2011, 2013, 2014, 2015, 2017, 2019, 2022, 2023 y 2024 del Torneo Provincial de Fútbol, y su mejor participación fue la del año 2008, en la que fue subcampeón.

## Jugadores

### Plantilla 2022
- Actualizado el 23 de Marzo de 2022

## Datos del club
- Temporadas en Primera división: 0
- Temporadas en Segunda división: 0
- Temporadas en Tercera división: 10
  - Participaciones en Torneo Regional: 1 (1979)
  - Temporadas en el Torneo Argentino A: 6 (1995-96, 1996-97, 1997-98, 1998-99, 1999-00 y 2000-01)
  - Temporadas en el Torneo Federal A: 4 (2014, 2015, 2016 y 2016-17)
- Temporadas en Cuarta división: 2
  - Temporadas en el Torneo Argentino B: 1 (2001-02)
  - Temporadas en el Torneo Federal B: 1 (2017)
  - Temporadas en el Torneo Regional Federal Amateur: 1 (2023)

- Temporadas en Quinta división: 4
  - Temporadas en el Torneo del Interior: 4 (2008, 2011, 2013, 2014 y 2018)

### Ascensos
Era profesional
- Ascenso al Torneo Argentino A 1995
- Torneo del Interior al Torneo Argentino B 2014
- Invitado al Torneo Federal A 2014

## Palmarés

### Torneos nacionales
- Torneo del Interior: 1 (Torneo del Interior 2014)

### Torneos Locales
- Primera División de la Liga Cultural: Ganó los siguientes Campeonatos Oficiales: 1930, 1932, 1953, 1978, 1997, 1998, 2002, 2008 y 2009.

## Otros deportes
Además del fútbol, la institución también practica cesto, básquet, Ciclismo BMX y fútbol femenino. Estas actividades se realizan en las instalaciones antes mencionadas del club.

### Cesto
El equipo participó en la Liga Nacional A en varias ocasiones 
.

En 2014, la jugadora de cesto Fiorella Mariani fue ternada por terecera vez consecutiva para participar en la entrega de los Premios Olimpia, donde se quedó con el galardón de la disciplina   .

### Básquet
Juega en la Asociación Centro Sur de la Federación Pampeana de Basquetbol, tanto en primera como distintas categorías juveniles .

Obtuvo varios títulos; entre ellos, en Primera División La Liga Pampeana de Básquet 2011 .

También en Primera División, en 2014, se consagró campeón del Torneo Interasociativo al vencer en la final a Independiente de General Pico .

En juveniles, también en 2014, se consagró campeón provincial la categoría U-17 al vencer en la final a Pico F.C. .

En 2017 los juveniles (u17) se coronaron campeón del provincial ganándole al clásico rival,  all boys en el tercer partido.
En 2019 los u15 ganaron el torneo asociativo del centro sur ganándole en condición de visita a estudiantes

### Bicicrós
Por otro lado, en bicicrós, Ignacio Sagrado participó del Campeonato Mundial de Ciclismo BMX de 2014  disputado en Róterdam, Holanda,
  .

Otra representante del club, Luisina Pesce , participó de los Juegos Olímpicos de la Juventud de Nankín 2014, obteniendo el sexto puesto en la final de su disciplina .

En cuanto al BMX, la pista del club viene siendo una de las sedes del Campeonato Argentino desde hace varios años 

.

## Comisión Directiva
El 14 de marzo de 2023, se llevó a cabo la Asamblea General Ordinaria en la que (luego de la designación de dos asociados para refrendar el acta de asamblea y de la aprobación por unanimidad de la Memoria, Balance General, Inventario, Cuentas de Gastos y Recursos, del ejercicio 2022 -cerrado el 31 de diciembre de ese año-), habiéndose presentado dos listas, se llevó a cabo el acto eleccionario de las nuevas autoridades para el período 2023-2025. Del mismo resultó electo presidente: Marcelo Iturri, como asimismo as las siguientes autoridades: 
| Puesto              | Nombre             | Apellido         |
| ------------------- | ------------------ | ---------------- |
| Presidente          | Mariano            | Iturri           |
| Vicepresidente      |                    |                  |
| Secretario          | Rocío              | Arosteguichar    |
| Prosecretario       | Jorge              | Zaldarriaga      |
| Tesorero            | Damián             | Resch            |
| Protesorero         | José Luis          | Lluch            |
| Vocales titulares   | María Graciana Ana | Farala Boutún    |
| Vocales suplente    | Darío Carolina     | Dieguez Ulloa    |
| Revisores de cuenta | Natalia Cecilia    | Córdoba Alarcón. |

De ese modo, las nuevas autoridades electas, reemplazaron el cargo (tras de cuatro años y medio de presidencia) al exfutbolista Sergio Bassa, quien había comenzado su mandato el 5 de agosto de 2018 y fue electo presidente por dos períodos consecutivos , comenzando un nuevo período dirigencial.